# Lü Bu
Lü Bu (Distretto di Jiuyuan, 156 – Contea di Xiapu, 7 febbraio 199) è stato un condottiero cinese del periodo dei tre regni.

## Biografia
Lü Bu 156-199 (anche Lyu Pu; in cinese: 呂布T 吕布S Lǚ BùP; nome di cortesia: Fengxian 飛將 Generale volante), fu il più grande guerriero cinese della sua epoca, noto nel detto: "Fra gli uomini Lü Bu, fra i cavalli Lepre Scarlatta" (Lepre Scarlatta era il nome del suo cavallo, che la tradizione vuole rosso come il sangue e capace di percorrere 1000 lǐ al giorno).
Iniziata la sua carriera militare sotto il prefetto imperiale Ding Yuan, che lo adottò come figlio, seguì il patrigno alla capitale Luoyang quando questi ivi fu chiamato - come gli altri prefetti - a portare l'esercito per via della rivolta dei Turbanti Gialli.
Sedata la rivolta dalle forze imperiali, Lu Bu fu convinto dal prefetto imperiale Dong Zhuo, che gli donò in quest'occasione il famoso destriero Lepre Scarlatta, a uccidere Ding Yuan e passare al suo servizio.
Dong Zhuo aveva approfittato del caos seguito al colpo di stato dei dieci eunuchi per usurpare il potere mentre gli altri nobili tornavano alle proprie marche, e fece di Lü Bu il proprio figlio adottivo e più importante generale. Al suo servizio, Fengxian si confermò come un guerriero formidabile guidando l'esercito di Dong Zhuo contro la coalizione dei nobili formatasi contro il tiranno: celebre è l'episodio avvenuto durante l'assedio alla porta Hulao, quando duellò e sconfisse contemporaneamente i tre fratelli giurati Zhang Fei (detto "forte come 1000 uomini"), Guan Yu (detto "Dio della guerra") e Liu Bei. Nonostante la sua impressionante forza, però, l'esercito di Dong Zhuo fu infine sconfitto, ed il tiranno si vide costretto a spostare la capitale a ovest, a Changan.
Qui, Lu Bu fu' vittima di un complotto di Wang Yun, anziano ministro dell'impero che voleva liberare la dinastia Han dall'usurpatore Dong Zhuo: (dal romanzo di Luo GuanZhong 'Il romanzo dei Tre Regni') la figlia di Wang Yun di nome Diao Chan fu promessa in sposa ad entrambi, creando fra loro un conflitto che sfociò nella morte di Dong Zhuo per mano di Lü Bu stesso.
Ucciso il suo secondo patrigno, Fengxian divenne un servitore dell'impero, ma la città, cinta d'assedio da due generali di Dong Zhuo, Li Jue e Guo Si, cadde, e Fengxian fu così costretto a fuggire nuovamente, mentre l'impero tornava in balia di traditori.
Lü Bu trovò rifugio da Yuan Shao, ma presto lasciò il suo servizio (in quanto Yuan Shao, conoscendo la sua indole, lo vedeva come un potenziale nemico e meditava la sua uccisione) e strappò a Cáo Cāo il controllo della provincia di Yan, approfittando dell'assenza di questi che aveva mosso guerra alla provincia Xu. Sconfitto da Cao Cao e costretto nuovamente alla fuga, nel 195 giunse da Liu Bei, prefetto della provincia Xu, che lo nominò governatore della città di Xiaopei. Fengxian, approfittando dell'assenza di Liu Bei che era partito per combattere contro l'esercito di Yuan Shu, prese il controllo della provincia. Nonostante si fosse alleato con Yuan Shu, egli ruppe i rapporti con lui dopo che quest'ultimo si era dichiarato imperatore, atto di alto tradimento contro l'imperatore Xian, e si unì alla coalizione di Cao Cao per attaccare il pretendente; ma nel 198, tornò al servizio di Yuan Shu.
Liu Bei chiese dunque aiuto a Cao Cao per recuperare il territorio, e portò con quest'ultimo assedio alla capitale della provincia, Xiapi, nel 199. Lo stratega di Cao Cao, Guo Jia, fece deviare il corso del fiume, che inondò la città, fiaccandone il morale: Pur essendo un grande guerriero, Lü Bu si dimostrò di scarso valore come comandante, sfogando la sua frustrazione sul suo esercito già fiaccato nel morale prima ubriacandosi e punendo ingiustamente alcuni suoi ufficiali, poi privando l'esercito del vino, per evitare che la truppa si sollazzasse. Questo portò al tradimento da Hou Cheng, Song Xian e Wei Xu, suoi ufficiali, i quali prima gli sottrassero la sua leggendaria alabarda e il suo destriero Lepre Scarlatta, e in seguito incatenarono lo stesso Lü Bu e lo portarono da Cao Cao. Lu Bu chiese a Cao Cao di entrare al suo servizio, ma questi, dopo che Liu Bei gli ebbe ricordato la sorte di Ding Yuan e Dong Zhuo, lo fece giustiziare per strangolamento.

## Cultura Contemporanea
- Nella serie videogiochi "Dynasty Warriors" della Koei, Lu Bu è il personaggio con la maggiore forza combattiva.